# Grande Mesquita de Nuri (Homs)
Grande Mesquita de Nuri (em árabe: جامع النوري الكبير‎; romaniz.: Jami' al-Nuri al-Kabir), também chamada de Mesquita de Nuri, é uma mesquita de Homs, na Síria. Está situada na rua Axuada (ax-Xouhada), adjacente aos socos históricos da cidade.

## História
Originalmente, sob o Império Romano, o sítio era local do templo pagão do deus solar Elegábalo. O templo fez com que Emesa (Homs) ganhasse destaque na região como importante centro de paganismo e um de seus sacerdotes, Heliogábalo, tornar-se-ia imperador romano. O templo de Elegábalo foi homenageado por Aureliano (r. 270–275) depois que atribuiu sua vitória contra Zenóbia à divindade. No século IV, como parte da perseguição cristã ao paganismo, foi convertido numa igreja dedicada a João Batista sob Teodósio I (r. 378–395).
Com a conquista muçulmana no século VII, um quarto ou metade do edifício foi transformado na mesquita de sexta-feira (Jama Masjide) de Homs. Segundo numerosos geógrafos muçulmanos que a visitaram ao longo dos séculos do domínio islâmico, um talismã feito de pedra branca estava sobre o portão da mesquita de frente à igreja. Representava a imagem de um homem cuja parte inferior do corpo era a de um escorpião, e a tradição local dizia que, se alguém fosse picado por um escorpião, deveria pegar argila, pressionar a imagem, dissolver a argila na água e beber sob promessa de que a dor cessaria.
Em 1154, o geógrafo Dreses escreveu que ela era "uma das maiores de todas as cidades da Síria". Sob o sultão zênguida Noradine (r. 1146–1174), grande parte da estrutura moderna foi construída e, portanto, lhe foi atribuído o nome "Nuri". A grande mesquita passou por extensas modificações ao longo dos séculos.

## Arquitetura
A estrutura central da mesquita é grande e retangular e dentro dela há um pátio da mesma forma. O pátio inclui um terraço elevado ao longo da parede, quiçá representando uma parte do pódio em que a cela do templo pagão estaria. Outras estruturas independentes no pátio incluem uma bacia de basalto muito decorada, talvez um antigo sarcófago. Colunas com capitéis coríntios alinham-se na parede, algumas das quais são claramente de origem romana. O mirabe ("púlpito") da mesquita contém restos de mosaicos em seu arco. A entrada principal da mesquita é arqueada, decorada com pedra preta e branca e esculpida com inscrições árabes de ambos os lados.